# Lubie (jezioro w województwie zachodniopomorskim)
Lubie – jezioro na Pojezierzu Drawskim, położone na południowy wschód od miejscowości Drawsko Pomorskie w województwie zachodniopomorskim, w powiecie drawskim, w gminie Złocieniec.

## Hydrologia
Powierzchnia zwierciadła wody wynosi 1487,5 ha i znajduje się na wysokości 95,5 m n.p.m.
Głębokość jeziora wynosi do 46,2 m, długość 14,1 km. Na jeziorze znajduje się 5 wysp: Sołtysie, Rybaki, Kamieniec, Ptaszyniec i Wyspa Bezimienna. Południowy brzeg porasta Puszcza Drawska, przez jezioro Lubie przepływa Drawa.

## Zagospodarowanie

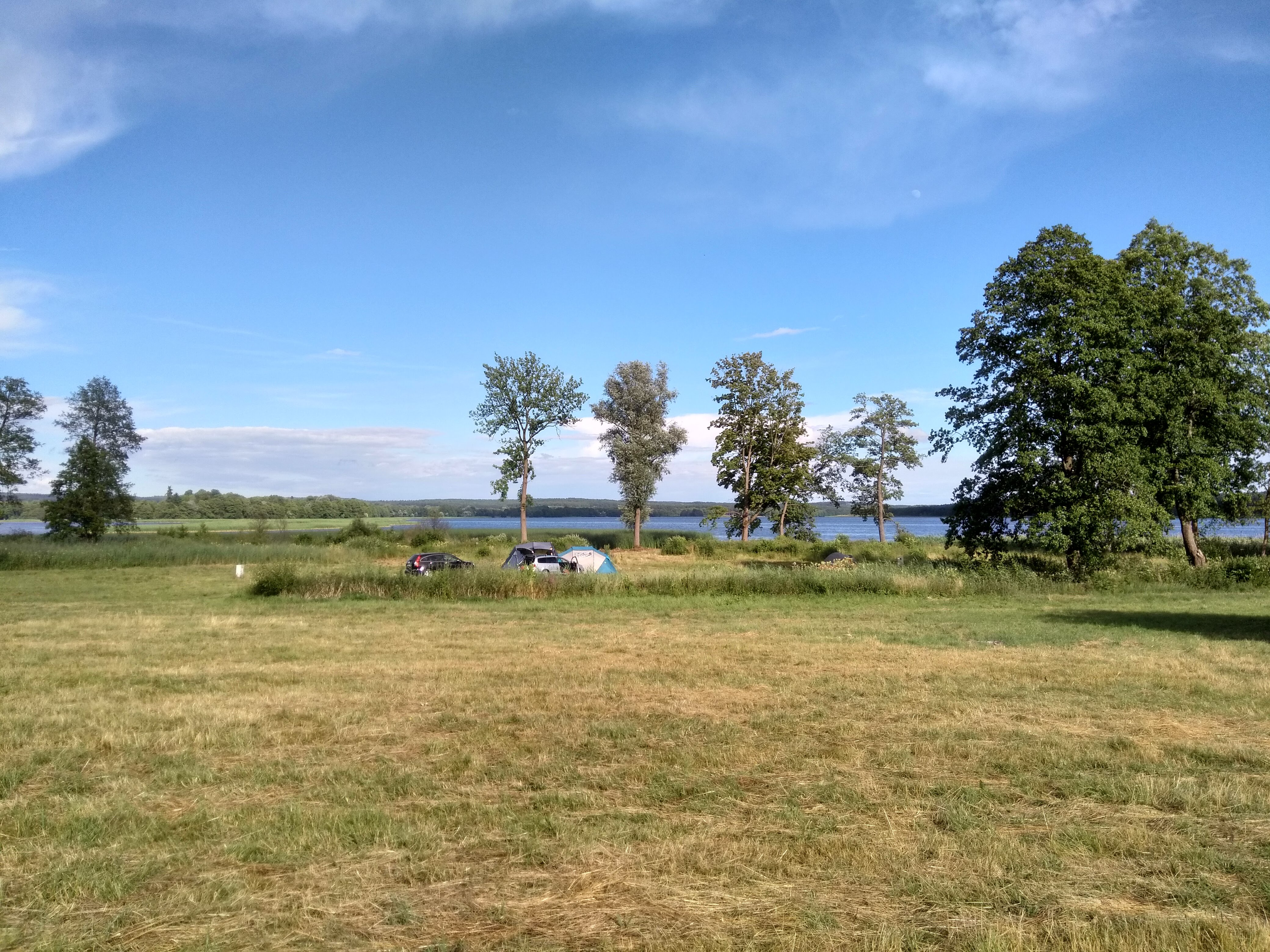
Kemping na wyspie Sołtysie w tle Jezioro Lubie, 2018 r.

Nad jeziorem leżą 3 miejscowości: Gudowo, Lubieszewo, Karwice oraz osada Błędno. Południowy brzeg jeziora (od strony Karwic) porastają Bory Karwickie, w których zlokalizowany jest Poligon Drawski – ta część jest niedostępna dla osób cywilnych. Turystyka i ośrodki rozwijają się prężnie jedynie na pozostałych brzegach jeziora Lubie. Jezioro posiada piaszczyste plaże. Jest nad nim zlokalizowanych co najmniej 7 ośrodków wypoczynkowych, kwatery prywatne, kempingi i kilka pól namiotowych.
Przez jezioro przebiega szlak kajakowy im. ks. Kardynała Karola Wojtyły oraz szlak rowerowy o długości ok. 50 km.
Badania z 1998 i 1999 potwierdziły występowanie w jeziorze Lubie populacji reliktowych gatunków polodowcowych drobnych skorupiaków Mysis oculata v. relicta i Pallasea quadrispinosa.
Administratorem wód jeziora jest Regionalny Zarząd Gospodarki Wodnej w Poznaniu. Gospodarzem jeziora jest Gospodarstwo Rybackie „Złocieniec” sp. z o.o.

## Nazwa
Do roku 1945 niem. Gross Lübbe-See. Nazwę Lubie wprowadzono urzędowo w 1949 roku, zastępując poprzednią niemiecką nazwę jeziora.